# Grundversorgung
Die Grundversorgung ist das Zurverfügungstellen von wichtiger Infrastruktur, Dienstleistungen (Universaldienst), Preisstützungen und Transferleistungen für die gesamte Bevölkerung.
Im Hinblick auf die durch den öffentlichen Sektor wahrgenommene Grundversorgung wird verwaltungstechnisch auch von der Daseinsvorsorge (Deutschland) bzw. Service public (Schweiz) gesprochen.

## Allgemeines
Eine Grundversorgung setzt voraus, dass diese zu einem angemessenen Preis angeboten wird – also auch in benachteiligten Gebieten (etwa in Bezug auf die Bevölkerungsdichte oder die Topographie), wo sich dies nach rein betriebswirtschaftlichen Kriterien für die Anbieter beziehungsweise für den Staat nicht lohnen würde. Zu diesem Zweck investiert entweder der Staat selbst in die entsprechende Infrastruktur (beispielsweise Wasserversorgung, Stromversorgung, Straßenbau/Verkehrswege, Postwesen und Telekommunikation, öffentliches Gesundheitswesen) bzw. subventioniert Grundnahrungsmittel, landwirtschaftliche Erzeugnisse (siehe Agrarpolitik), Energie (siehe Strompreis) oder Treibstoffe oder gewährleistet bzw. finanziert Fürsorge und soziale Sicherheit oder er kooperiert für gesetzlich definierte Grundversorgungsaufträge mit privaten, meist bedeutenden Anbietern.
Die von der Grundversorgung umfasste Infrastruktur wird regelmäßig den sich wandelnden wirtschaftlichen und sozialen Anforderungen angepasst.

## Beispiele
Zur Grundversorgung zählt u. a. die Bereitstellung von öffentlichen Einrichtungen bzw. Infrastruktur für die Allgemeinheit:
- Verkehrs- und Beförderungswesen (Öffentlicher Personennahverkehr)
- Gas-, Wasser- und Elektrizitätsversorgung
- Abfallentsorgung
- Abwasserbeseitigung
- Bildungs- und Kultureinrichtungen
- Ärzte und Krankenhäuser
- Friedhöfe
- öffentliche Bäder
- Postzustellung usw.

Jedoch kann die Grundversorgung auch durch private Unternehmen erbracht werden; so ist etwa die Lebensmittelindustrie mit dem verbundenen Handel von entscheidender Bedeutung für die Versorgung der Bevölkerung mit Nahrung. Auch Privatärzte und Privatkliniken zählen dazu, da sie einen relevante Anteil der Bevölkerung versorgen.

### Medizin
Der Begriff Grundversorgung wird im medizinischen Bereich für die Klassifikation der medizinischen Versorgung synonym zu Primärversorgung verwendet, siehe medizinische Grundversorgung.

### Energie
Im Jahr 2022 bezogen in Deutschland 24 Prozent (Strom) bzw. 16 Prozent (Erdgas) der Haushalte ihre Energie aus einem Grundversorgungstarif. Im Jahr 2009 hatte das Europäische Parlament einen Stromanbieterwechsel ermöglicht.

### Rundfunk
Der deutsche öffentlich-rechtliche Rundfunk hat im Rahmen seines Programmauftrages nach § 11 Abs. 2 und 3 Rundfunkstaatsvertrag (RStV) die Pflicht, „im Interesse von Informationsfreiheit und Demokratie, ein vielfältiges, umfassendes und ausgewogenes mediales Angebot zu sichern.“ Dieser Programmauftrag, auch Bildungsauftrag genannt, stellt bei den öffentlichen Sendern die Gewährleistung einer unabhängigen Grundversorgung mit Information, Bildung, Kultur und Unterhaltung dar. Nach § 11 Abs. 1 RStV hat der öffentlich-rechtliche Rundfunk durch die „Herstellung und Verbreitung von Hörfunk- und Fernsehprogrammen als Medium und Faktor des Prozesses freier individueller und öffentlicher Meinungsbildung zu wirken.“ Auch das Bundesverfassungsgericht hat zur so genannten Grundversorgung Stellung genommen. Grundversorgung bedeutet für das Gericht weder eine Mindestversorgung noch beschränkt sie sich auf den informierenden und bildenden Teil des Programms; sie ist vielmehr eine Versorgung mit Programmen, die dem klassischen Rundfunkauftrag entsprechen. Die Grundversorgung umfasst dabei drei Elemente, nämlich die Versorgung der gesamten Bevölkerung mit Rundfunkprogrammen, die Veranstaltung eines Vollprogramms und die Gewährleistung der Meinungsvielfalt innerhalb des Programms. Grundversorgung sei ein „gleichmäßiges, möglichst alle interessierten Bürger erreichendes kontinuierliches Rundfunkprogramm zu sozialen Bedingungen“. Eine überwiegende Werbefinanzierung des öffentlichen Rundfunks gefährde die Grundversorgung und sei damit verfassungswidrig. Zumindest im öffentlichen Rundfunk können Programme deshalb von den Sendern nicht völlig autonom gestaltet werden, sondern sind unter Beachtung dieser gesetzlichen und verfassungsrechtlichen Vorgaben zusammenzustellen. Damit gibt es eine eingeschränkte Programmgestaltungsfreiheit bei öffentlichen Sendern. Private Sender indes unterliegen nicht diesen strengen Anforderungen und müssen lediglich ein Mindestmaß an inhaltlicher Ausgewogenheit, Sachlichkeit und gegenseitiger Achtung bieten. Das Programm muss Meinungsvielfalt und Pluralität bei privaten Sendern sichern (§ 25 RStV), ein Programmbeirat hat die Organe eines Senders zu beraten (§ 32 RStV).
Ein Gutachten „Öffentlich-rechtliche Medien – Aufgabe und Finanzierung“ des Wissenschaftlichen Beirats beim Bundesministerium der Finanzen vom Oktober 2014 empfiehlt, (1) dem Subsidiaritätsprinzip mehr Gewicht zu geben, (2) auf die Werbefinanzierung komplett zu verzichten, (3) die Finanzierung aus dem allgemeinen Haushalt oder durch eine moderne Nutzungsgebühr und (4) größere Transparenz durch die Publikation von Kenngrößen.
Siehe auch: Rundfunkrecht, Richtlinie 89/552/EWG (Fernsehrichtlinie), 4. Rundfunk-Urteil und 6. Rundfunk-Urteil

### Breitbandzugang
In den Industriestaaten wird darüber diskutiert, ob der Breitband-Internetzugang in den Grundversorgungskatalog aufgenommen werden muss, um der digitalen Spaltung der Gesellschaft entgegenzuwirken. Während in der EU hierüber erst die Debatte begonnen hat und noch keine konkreten Schritte geplant sind, wurde 2008 in der Schweiz der breitbandige Internetzugang als öffentlicher Dienst (Service public) in den gesetzlich geregelten Leistungskatalog der Grundversorgung aufgenommen. Die garantierte Basisversorgung liegt seit 2015 bei mindestens 2000 Kilobit pro Sekunde (kbit/s) beim Herunterladen und 200 kbit/s beim Hochladen.
Die deutsche Bundesregierung hat im Jahr 2009 mit ihrer Breitbandstrategie bereits eine Quasi-Grundversorgung angekündigt, ohne dies gesetzlich zu verankern. Danach sollte bis Ende 2010 allen Haushalten ein „leistungsfähiger Breitbandanschluß“ (mindestens 128 kBit/s in beide Richtungen) zur Verfügung gestellt werden. Und bis zum Jahr 2014 sollen zudem „für 75 Prozent der Haushalte Anschlüsse mit Übertragungsraten von mindestens 50 Megabit pro Sekunde zur Verfügung stehen, mit dem Ziel, solche hochleistungsfähigen Breitbandanschlüsse möglichst bald flächendeckend verfügbar zu haben.“
Im Oktober 2010 wurden dazu unter Laborbedingungen bereits Bandbreiten von bis zu 825 Megabit pro Sekunde bei kupferbasierten DSL-Netzwerken gemessen – die in der Regel das schwächste Glied im Festnetz sind. Je nach Ausbauzustand der Netze sind heute (Stand: Dezember 2011) in der Praxis jedoch – unter günstigen Bedingungen – höchstens 360 Megabit pro Sekunde realisierbar. Dabei werden die Netze von ihren Betreibern ständig ausgebaut, wobei der Ausbau jedoch – aus wirtschaftlichen Gründen – vorrangig in Ballungsgebieten und Großstädten stattfindet.
Nach Angaben des TÜV Rheinland zur Ausbreitung des schnellen Internets in der Bundesrepublik waren bis Ende 2011 über 99 Prozent der Privathaushalte mit der Möglichkeit zum Breitbandzugang versorgt. Dabei konnten die genannten 99 Prozent mit einer Übertragungsrate von mindestens 1 Megabit pro Sekunde und etwa 48 Prozent mit mindestens 50 Megabit pro Sekunde ans Netz angebunden werden.
Seit Inkrafttreten des neuen Telekommunikationsgesetzes am 1. Dezember 2021 besteht ein indirektes Recht auf Versorgung mit Telekommunikationsdiensten nach Maßgabe von Teil 9 TKG. Eine Mindestversorgung nach § 2 TKMV i. V. m. § 157 Abs. 3 TKG ist erfüllt, wenn ein Download von mindestens 10 MBit/s und ein Upload von mindestens 1,7 MBit/s möglich ist. Andernfalls kann die Bundesnetzagentur einen Anbieter dazu verpflichten, eine Mindestversorgung nach § 157 Abs. 2 TKG anzubieten, wenn keine freiwillige Verpflichtungszusage erfolgt ist (siehe § 160 Abs. 2 i.V.m § 161 Abs. 2 TKG). Dem Endnutzer steht dann ein Recht gegenüber dem Dienstverpflichteten nach § 156 Abs. 1 TKG auf Mindestversorgung zu.